# Centropyge loricula
Centropyge loricula е вид бодлоперка от семейство Pomacanthidae. Видът не е застрашен от изчезване.

## Разпространение и местообитание
Разпространен е в Австралия (Куинсланд), Вануату, Гуам, Кокосови острови, Маршалови острови, Микронезия, Нова Каледония, Остров Рождество, Острови Кук, Палау, Папуа Нова Гвинея, Питкерн, Самоа, САЩ (Хавайски острови), Северни Мариански острови, Соломонови острови, Тонга, Тувалу, Уолис и Футуна, Фиджи и Френска Полинезия.
Обитава полусолени водоеми, океани, морета, лагуни и рифове в райони с тропически климат. Среща се на дълбочина от 15 до 29 m, при температура на водата от 24,9 до 29 °C и соленост 34,5 – 35,4 ‰.

## Описание
На дължина достигат до 15 cm.
Популацията на вида е стабилна.